# 擬竹節蟲科

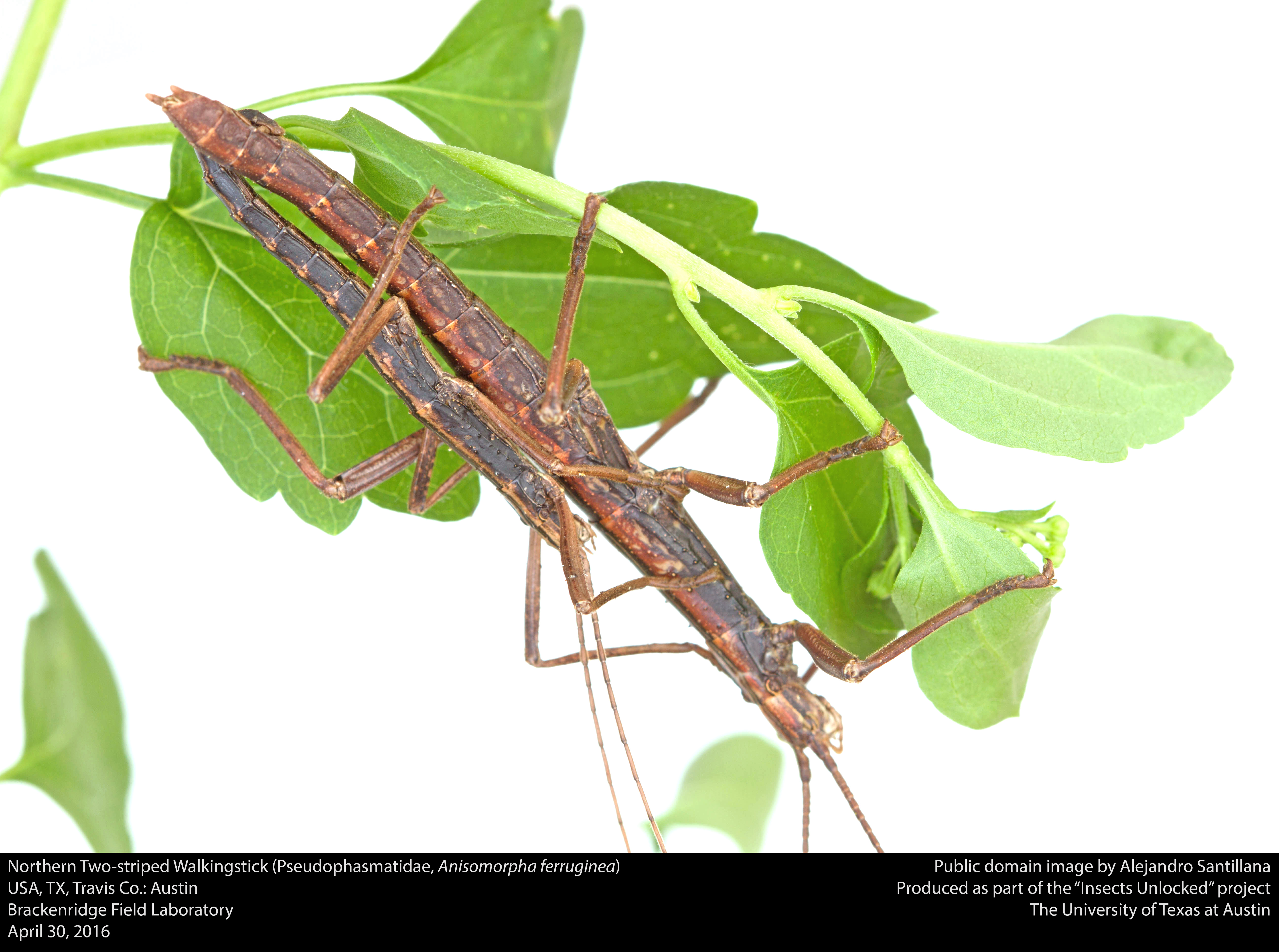
一對Anisomorpha ferruginea成蟲

擬竹節蟲科為竹節蟲目真䗛亞目脛窩下目底下的一個科，本科物種主要在美洲可以發現。
由於其背上經常具有長條花紋，在英語中也被稱為"Striped Walkingsticks"。